# Ніколай Андерсон
Ніколай Карл Адольф Андерсон (нім. Nikolai Karl Adolf Anderson; 24 вересня 1845, Куліна, Естляндська губернія, Російська імперія — 9 березня 1905, Нарва, Санкт-Петербурзька губернія, Російська імперія) — естонський філолог німецького походження, який спеціалізувався у Порівняльно-історичному мовознавстві фіно-угорських мов.

## Біографія
Народився 1845 року в селі Куліна, що недалеко від Раквере. Після навчання у гімназії губернії в Таллінні, 1865 року поступив до Дорпатського університету, де вивчав філологію. Там був студентом Лео Маєра, який викладав германістику та порівняльно-історичне мовознавство. Будучи ще в університеті, Андерсон зацікавився фіно-угорськими мовами та швидко став експертом в цій галузі.
1871 почав працювати вчителем з погодинною оплатою в Дорпатській гімназії, а 1872 став вчителем класичних мов у гімназії Мінська. 1874 року одружився; у подружжя народилось троє синів — Вільгельм Андерсон, Вальтер Андерсон та Оскар Андерсон.
1876 року представив результати свого дослідження з порівняння угро-фінських мов з індоєвропейськими. 1891 року отримав диплом з Порівняльно-історичного мовознавства. 1892 року став почесним членом Естонського вченого товариства.
1894 став професором угро-фінських мов у Казанському університеті.
1898 року захворів та лікувався протягом кількох місяців у Тарту. 1904 року знову був госпіталізований. Після того як його стан покращився, відвідав сестру в Нарві, де захворів на плеврит та невдовзі помер.

## Роботи
- Anderson, Nikolai (1876), Probe einer vergleichenden Grammatik der ugrofinnischen und indogermanischen Sprachen
- Anderson, Nikolai (1891) [1879], Studien zur Vergleichung der ugrofinnischen und indogermanischen Sprachen, H. Laakmann
- Anderson, Nikolai (1893), Wandlungen der anlautenden dentalen Spirans im Ostjakischen, Mémoires de l'Académie impériale des sciences de St.-Pétersbourg, Російська академія наук)